# Doomsday Clock
«Doomsday Clock» (укр. «Годинники судного дня») — це серія коміксів супергероїв DC Comics, яка публікується з 2017 року, зі сценарієм від Джеффа Джонса, та малюнком від Френка Ґері та кольору від Бреда Андерсона. Ця серія завершує історію, встановлену в New 52 та Rebirth, і є прямим продовженням графічного роману Watchmen Алана Мура, Дейва Ґіббонса і Джона Гіґґінса.

## Створення
Коріння цього сюжету знаходяться ще у давніх концепціях, розробленими у коміксах Старлін, які він написав і намалював для Marvel ще у 1970-х роках, в першу чергу це сам Танос і Камені Вічності. Старлін повернувся до Marvel в 1990 році як письменник для «Silver Surfer (Vol. 3)» (укр. «Срібний серфер (3-я серія)»), починаючи з випуску #34, з допомогою художника Ліма. Ця сюжетна лінія розвивалася протягом цілих шістнадцяти випусків з різних серій і двох спін-оффних випусків обмеженої серії «Thanos Quest» (укр. «Завдання Таноса»), перш ніж завершиться основна серії події під назвою «Рукавиця нескінченності». Улюблений серед фанатів художник Перез намалював перші три випуски і вісім сторінок четвертого випуску, перш ніж його напружений графік та невдоволення сюжетом коміксу привели до того, що його замінив Лім.

## Персонажі
У серії є персонажі з коміксу «Вартові» та всесвіту DC, а також кілька ексклюзивних персонажів, таких як Реджі Лонґ (син Малькольма Лонґа та наступник Роршаха) і подружня пара злочинців, відомих як Мім і Маріонетка.

## Сюжет
Ця історія це фінал сюжету, який був розпочатий у The New 52 і Rebirth. У коміксі представлена концепція Мультивсесвіту, де всесвіт Вартових існує окремо від всесвіту DC, і персонажі кожного всесвіту розглядають персонажів іншого всесвіту як вигаданих.
У Всесвіті Вартових, через сім років після різанини у Нью-Йорку, були опубліковані подробиці в журналі Роршаха, що розкривають роль Озимандії у цій події. Тепер утікач, Озімандія збирає кілька осіб, щоб знайти Доктора Мангеттена і повернути його, щоб врятувати світ.
Між тим, у теперішньому часі всесвіту DC розпалюється теорія змови - "Теорія суперменів", яка звинувачує федеральний уряд Сполучених Штатів у створенні своїх власних металюдей, ця теорія створила міжнародний конфлікт і призвела до гонки озброєнь, при цьому різні уряди по всьому світу вербують металюдей і створюють санкціоновані суперкоманди.
Оскільки персонажі з обох всесвітів зустрічаються один з одним, більшість з них намагаються знайти Мангеттена з різних причин, що призводить їх до відкриття таємниць і відкриттів, про які вони не знали.

## Див. такорж
- Вартові
  - До Вартових
- Всесвіт DC
  - Флешпоїнт
  - всесвіт The New 52
  - подія DC Rebirth
  - The Button